# Dirck Jacobsz.

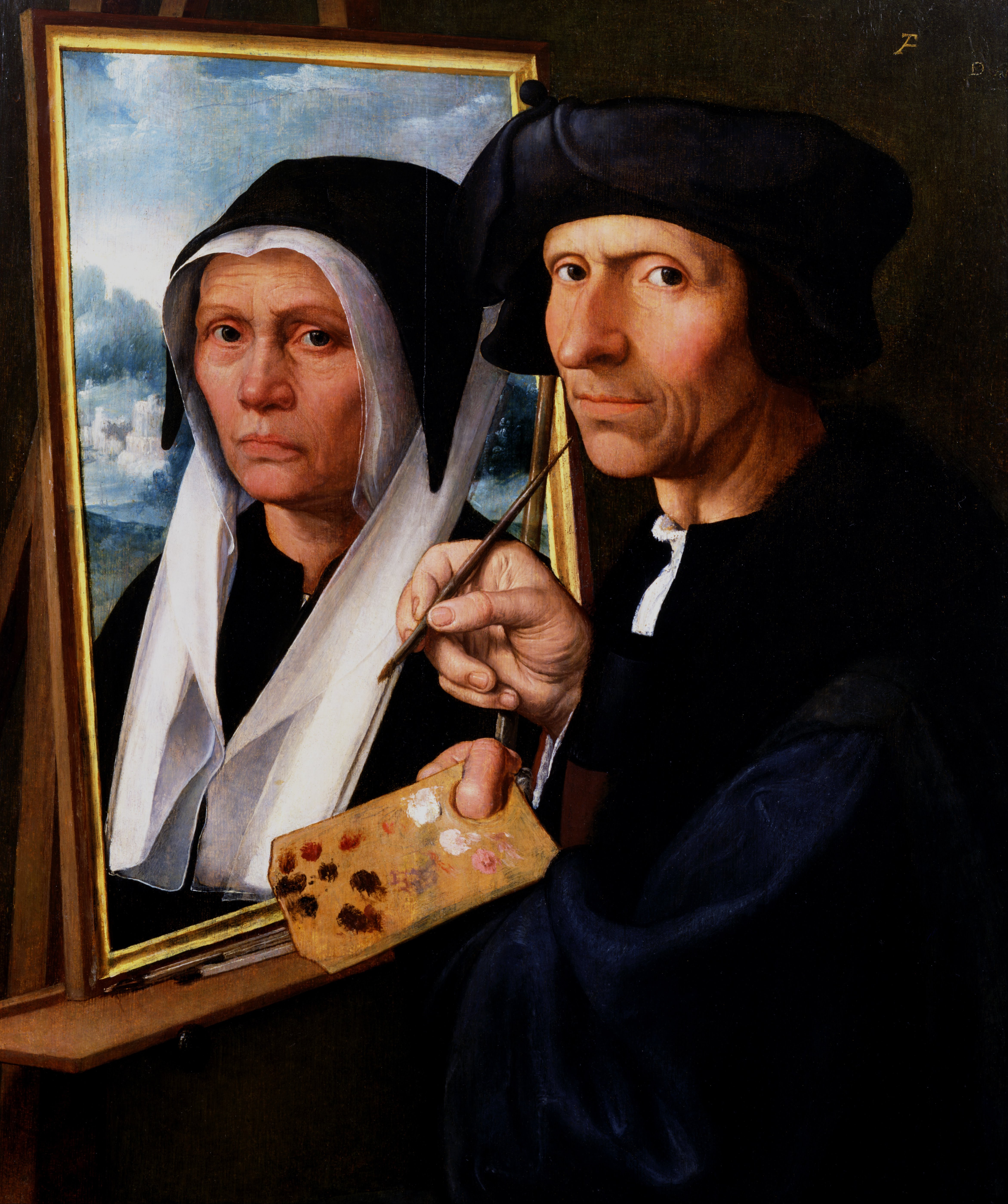
Dirck Jacobsz – Jacob Cornelisz. van Oostsanen malující portrét své ženy

Dirck Jacobsz. (1496, Amsterdam – 1567, Amsterdam) byl holandský renesanční malíř. Přesné místo jeho narození není známo, ale narodil se někde poblíž Amsterdamu v rodině malířů. Malířské technice ho učil jeho otec Jacob Cornelisz. van Oostsanen. Jacobsz byl hluboce ovlivněn manýristickým stylem jiného amsterodamského malíře Jana van Scorela. Jeho obraz, The Crossbowmen (1529), byl považován za jeho nejdůležitější dílo a byl to první portrét milice v holandské historii. V roce 1550 se oženil s Marritgen Gerritsdr. Měli spolu dvě děti, Maria Dircksdr. a Jacob Dircksz. Jacob se později stal také malířem. Namaloval dva skupinové portréty holandské civilní gardy, které jsou nyní v Ermitáži v Petrohradu.